# Siebenbürgischer Volksfreund
Siebenbürgischer Volksfreund (în traducere „Prietenul poporului transilvănean”) a fost o revistă săptămânală în limba germană, care a apărut în Transilvania, la Sibiu (Hermannstadt) între 1844–1849, editată de Johann Michaelis.
Revista a purtat subtitlul "Săptămânal pentru meseriași și agricultori" (Wochenblatt für den Gewerbs- und Landmann). În revistă a publicat, între alții, și Stephan Ludwig Roth.

## Succesoarea 1886–1895
O altă publicație săptămânală, cu același titlu, a fost editată începând cu data de 4 aprilie 1886 de Franz Herfurth, la Brașov (germană Kronstadt), punând accent pe literatura în dialectul săsesc. Din 1892, redacția s-a mutat la Sibiu (germană Hermannstadt), fiind preluată de alte persoane, care au schimbat și conținutul revistei. Revista a apărut cu subtitlul „Foaie duminicală pentru oraș și sat” (Ein Sonntagsblatt für Stadt und Land). Ultima apariție, cu nr. 51, a fost la data de 22 decembrie 1895.